# Босс (фильм, 2024)
«Босс» (сиц. Iddu;, альтернативное название — «Сицилийские письма» (англ. Sicilian Letters)) — художественный фильм итальянских режиссёров Фабио Грассадонии и Антонио Пьяццы с Тони Сервилло, Элио Джермано и Даниэлой Марра в главных ролях. Премьера состоялась в сентябре 2024 года на 81-м Венецианском кинофестивале, в рамках основной программы.

## Сюжет
Главный герой фильма — Маттео Мессине Денаро, лидер «Коза ностры», известный в Италии как последний «крёстный отец». Он управляет преступным миром, но при этом вынужден скрываться от полиции.

## В ролях
- Тони Сервилло — Кателло
- Элио Джермано — Маттео Мессина Денаро
- Даниэла Марра — Рита Манкусо
- Барбора Бобулова — Лючия Руссо
- Джузеппе Тантилло — Пино Тумино

## Релиз и оценки
Сценарий фильма основан на книге Сальваторе Муньо. Съёмки проходили летом 2023 года в разных местах Сицилии. В сентябре 2024 года картину показали на 81-м Венецианском кинофестивале, в рамках основной программы. 10 октября 2024 года она вышла в театральный прокат в Италии, 16 апреля 2025 года — во Франции.